# Preston Love
Preston Love (* 26. April 1921 in Omaha, Nebraska; † 12. Februar 2004 ebenda) war ein US-amerikanischer Musiker (Altsaxophonist, Bandleader und Songwriter) im Bereich des  Rhythm and Blues und des Jazz.
Love begann mit 15 Jahren Saxophon zu spielen; mit 22 war er Mitglied im Count Basie Orchestra. Ab Ende der 1940er und in den 1950er Jahren tourte er im Mittleren Westen der USA in den Territory Bands von Nat Towles und Lloyd Hunter, bevor er mit eigenen Formationen für Federal Records und King Records (Blues In The Night) aufnahm. Er arbeitete auch mit Johnny Otis, der auf Dig Records Singles und einige der wenigen Alben Loves unter eigenem Namen produzierte, wie 1969 Omaha Bar-B-Q. Anfang der 1960er Jahre zog er nach Kalifornien, wo er u. a. mit Ray Charles und schließlich als Sessionmusiker for Motown Records arbeitete. In den 1990er Jahren tourte er durch die Vereinigten Staaten und Europa; außerdem unterrichtete er und betätigte sich als Autor. Er starb Anfang 2004 an Lungenkrebs. 